# يوتاكا آبي
يوتاكا آبي (2 فبراير 1895 - 3 يونيو 1977) هو مخرج أفلام وممثل ياباني. ذهب إلى أمريكا رفقة شقيقه الأصغر لزيارة عمه الذي يسكن في لوس أنجلوس. هناك التحق بمدرسة للتمثيل وعند سماعه عن أن توماس انس كان يبحث عن يابانيين للعمل في استوديوهاته قدم آبي طلبًا وقُبل في عام 1914.

## روابط خارجية
- يوتاكا آبي على موقع IMDb (الإنجليزية)
- يوتاكا آبي على موقع أول موفي (الإنجليزية)
- يوتاكا آبي على موقع قاعدة بيانات الفيلم (الإنجليزية)
- يوتاكا آبي على موقع كينوبويسك (الروسية)